# Marie Louise Nicole de La Rochefoucauld
Pour les autres personnalités du même nom, voir Maison de La Rochefoucauld.
Marie Louise Nicole de La Rochefoucauld, duchesse d'Enville, est une salonnière française née le 22 septembre 1716 et morte à Paris, le 31 mai 1797.

## Biographie

### Origines
Marie Louise Nicole de La Rochefoucauld est la fille d'Alexandre Ier de La Rochefoucauld (1690-1762) et d'Élisabeth de Bermond du Caylar (1691-1752). Ce couple aura 5 enfants.
- Marie-Louise-Nicole-Élisabeth de La Rochefoucauld (1716-1797), dont il est question ici ;
- François de La Rochefoucauld (1717-1718) ;
- Marie de La Rochefoucauld (1718-1789) ;
- François de La Rochefoucauld (1720-1721) ;
- Adélaïde de La Rochefoucauld (1722-1737)[1].

### Mariage
La mort des deux garçons en bas âge (en 1718 et 1721) interrompait la lignée mâle directe de la branche des premiers ducs de La Rochefoucauld. À titre exceptionnel, et en accord avec une dispense pontificale, Louis XV autorise la transmission du titre ducal par les femmes, si celles-ci épousent un La Rochefoucauld.
Pour assurer la lignée, un mariage est donc arrangé, dès 1731, entre Marie de La Rochefoucauld et Guy de La Rochefoucauld (1698-1731), mais celui-ci décède dans l'année.
Elle est alors mariée à son cousin Jean-Baptiste de La Rochefoucauld de Roye (1709-1746), duc d'Enville, le 28 février 1732 - elle a alors 15 ans. Ce second mari meurt en 1746 et la duchesse d'Enville se retrouve à trente ans, deux fois veuve et mère de trois enfants.
- Élisabeth Louise de La Rochefoucauld (1740-1786)
- Louis Alexandre de La Rochefoucauld (1743-1792) - qui mourra sans descendance.
- Adélaïde Émilie de La Rochefoucauld (1745-1765)

Elle hérite du château familial de La Roche-Guyon en 1762 à la mort de son père. Aînée de sa fratrie et chargée de transmettre le titre de duc, elle prend désormais en charge l’administration du patrimoine familial.

### Salonnière cultivée
Madame d’Enville prend des leçons de mathématiques avec Adrien-Marie Legendre en 1763 et constitue une collection de minéraux.
Madame d'Enville est une grande lectrice, propriétaire d'une bibliothèque de 15 000 ouvrages). À La Roche-Guyon et à Paris (rue de Seine), elle tient un salon où se réunissent les philosophes, hommes de lettres, savants et penseurs politiques les plus en vue de son temps : Turgot, Condorcet, D'Alembert, Mably, André Morellet,... et fréquente Malesherbes, Julie de Lespinasse,...
Elle s'appuie sur ses relations scientifiques pour parfaire l’éducation de son fils - qui sera élu en 1781 à l’Académie des Sciences et en sera président en 1784.

### Gestionnaire du patrimoine familial
Elle poursuit la décoration du château qui devient un des plus riches et modernes de son temps. Deux pavillons neufs sont ajoutés au château de La Roche-Guyon, sur les plans de l'architecte Louis Devilliars. La devise C'est mon plaisir ou C'est pour plaisir (sous-entendu « c'est pour plaisir de servir le roi ») est apposée dans le château témoignage de l'action de la duchesse pour effacer la disgrâce de son père. En octobre 1768, une salle de théâtre de 50 places environ comprenant machineries et décors à l’instar des grands théâtres parisiens est inaugurée sous le Grand Salon du château.

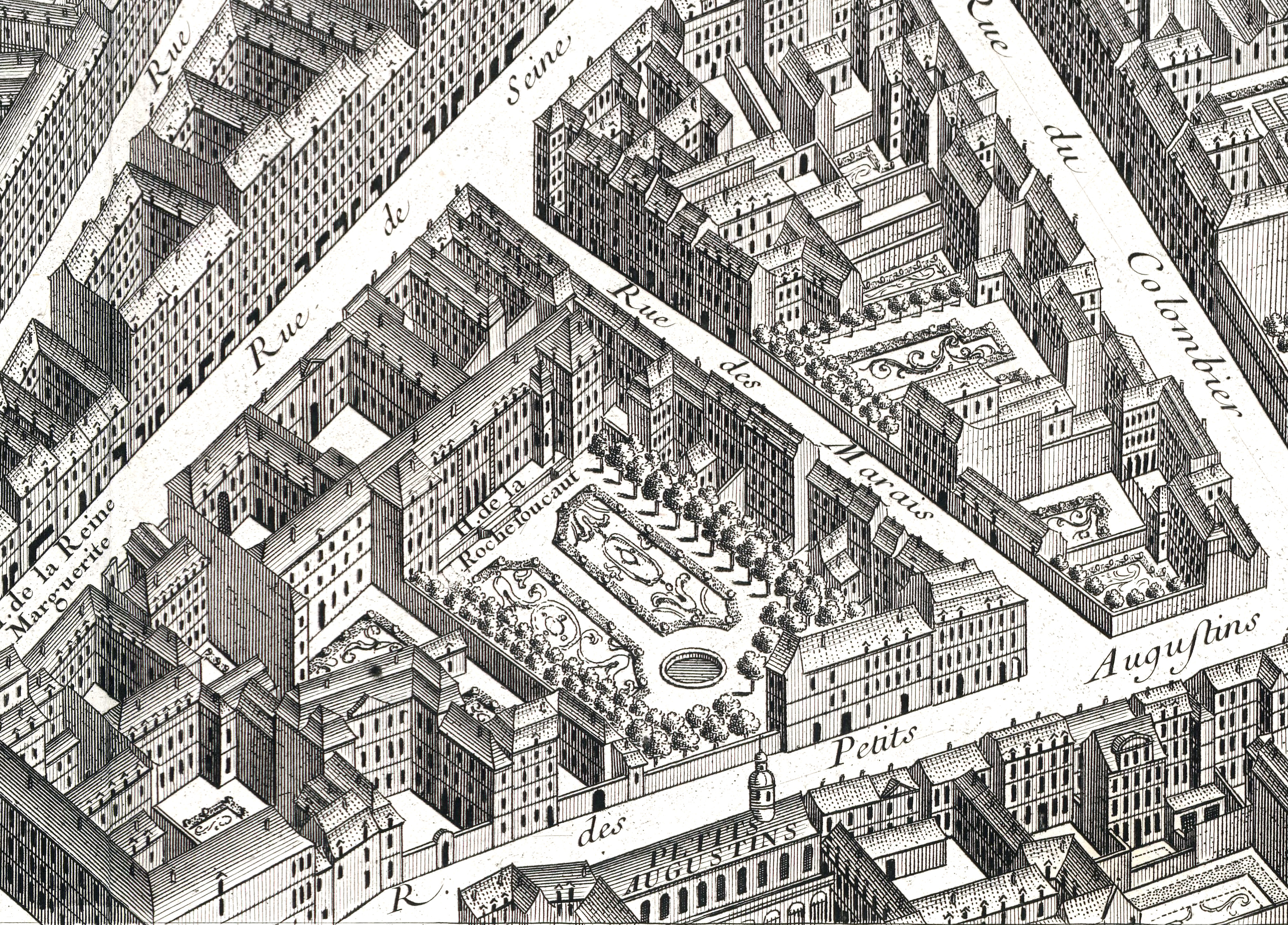
L'hôtel de La Rochefoucauld, vue par l'arrière depuis la rue des Augustins, sur le plan dit de Turgot (1739).

Libérale et proche des physiocrates, elle transforme le domaine de la La Roche-Guyon en un véritable champ d’expériences agronomiques. Elle y introduit notamment prairies artificielles, trèfles, luzernes, sainfoin, y fait fabriquer du « pain économique » et cultiver la pomme de terre afin de lutter contre les crises frumentaires. Malesherbes lui fournit, jusqu’à la Révolution, de nombreuses graines et arbres exotiques, contribuant ainsi, comme le peintre Hubert Robert, l'agronome Arthur Young ou le paysagiste Jean-Marie Morel, à l’aménagement du parc de La Roche-Guyon.
Son domicile parisien, hôtel de La Rochefoucauld-Liancourt, bâti dans la première moitié du XVIIe siècle, se situait à l'emplacement des no 14 à 18 de la rue de Seine et fut détruit en 1825, pour faire place à la rue des Beaux-Arts. Son jardin dessiné, selon une tradition orale, par Hubert Robert passait pour être l'un des plus beaux et des plus pittoresques de Paris.

### Politique
Dès le début des années 1760, elle prend cause pour les protestants dans les affaires Calas et Sirven.
En 1774, elle soutient Turgot auprès de son parent Maurepas et œuvre en faveur de son entrée au ministère, un parti pris qui lui vaut d’être l’une des cibles du pamphlet Les Trois Maries[réf. nécessaire].
À partir de 1776, elle se lie avec Franklin et Jefferson.
La Révolution lui imposa un repli sur la sphère familial. Certains invités du salon sont morts, comme Turgot et D'Alembert, d'autres emportés par la Révolution : elle assiste à l’assassinat de son fils Louis-Alexandre, en 1792, tué d’un coup de pierre par un sans-culotte, verra disparaître Condorcet et guillotiner Malesherbes.
Le 2 octobre 1793, en pleine Terreur, le conseil général de Seine-et-Oise ordonne la destruction du donjon du château afin d'éviter qu'il ne tombe aux mains des contre-révolutionnaires. Le donjon est ainsi arasé d’un tiers, pour ne plus mesurer que vingt mètres de nos jours. La duchesse et son père, mécènes éclairés, étaient en effet plutôt bien vus de la population locale empêchant ainsi pillage et destruction du château.
Elle est même inquiétée et emprisonnée avec sa belle-fille, Alexandrine Charlotte de Rohan-Chabot, elles sont libérées en 1794.
Elle meurt à son domicile parisien, rue de Seine le 31 mai 1797.

## Liens
- Notice dans un dictionnaire ou une encyclopédie généraliste :   - Dictionnaire des femmes de l'ancienne France
- Notices d'autorité :   - VIAF
  - ISNI
  - BnF (données)
  - IdRef
  - LCCN
  - GND
  - Italie
  - Pays-Bas
  - WorldCat